# 相対性理論 (バンド)
相対性理論（そうたいせいりろん）は、日本のバンド、音楽プロジェクト。みらいレコーズ所属。

## 概要
2006年9月に結成。2007年6月、自主制作音源『シフォン主義』を発売。初期はメンバー全員で作詞作曲を行っていた。メンバーそれぞれが持ち寄った断片的な素材から、バンドでセッションして曲を作ることが多かった 。2010年のライブから参加メンバーや人数も時期により変動している。やくしまるえつこは、「相対性理論はソフトウェア」と語っている。
バンド名の「相対性理論」は父親が科学者であるやくしまるえつこによって命名され、自主企画ライブシリーズのタイトルも第一回目の2008年から最新回まですべて数学用語となっている。
自主レーベルであるみらいrecordsを拠点に活動を行い、現在に至るまでレコード会社にもプロダクションにも所属していない。
ライブ以外ではジャケットやプロモーション・ビデオでも姿を見せることは少なく、音楽番組への出演も行わないなど、その音楽に対する注目度に比するとメディアへの露出が少ないバンドである。メンバーは並行して多くの活動を行っている。
近年の演奏では、ポップミュージックを軸としながらも、光を発するオリジナル9次元楽器「dimtakt」や、ジェスチャーや動きで音や映像・照明をコントロールする装置「YXMR Ghost“Objet”」（ヤクシマル・ゴースト・オブジェ）などの、やくしまるえつこオリジナル楽器の数々や、即興も交えたスペーシーなグルーヴから轟音フィードバックまでも駆使した独自のアンサンブルが特徴的であり、海外アーティストとの共演や共作も多数行っている。
また、アート作品の制作も行うやくしまるえつこの活動に伴い、通常のライブハウスやホール以外にも、美術館や博物館のような特殊な会場での特別企画やライブを行うこともある。

## メンバー
やくしまるえつこ
ボーカル、コーラス、dimtakt、ギター、プログラミング担当。作詞・作曲を行う際の別名義は「ティカ・α」。 作品のアートワークも担当。プロデューサーとしての活動や楽曲提供、アート作品、文筆、イラスト、朗読、ナレーション、CM音楽などの幅広い活動を行っている。
永井聖一
ギター担当。TESTSETのギター、高橋幸宏、METAFIVE、BEATNIKS、Salyu、Emi Meyerのサポートもつとめる。
吉田匡
ベース担当。Open Reel Ensembleのメンバー。元OKAMOTO'Sの初代ベーシスト（オカモトマサル名義）。2012年の「位相」から参加。
山口元輝
ドラムス、パーカッション、プログラミング担当。別名義はMolt Beats。Shing02、湯浅湾のドラマー。2012年の「位相」から参加。

### サウンドエンジニア
zAk
サウンドエンジニア担当。フィッシュマンズのエンジニア。
米津裕二郎
サウンドエンジニア担当。『TOWN AGE』ではヴァイオリンも担当。

### 元メンバー
itoken （2010年 - 2017年）
ドラムス、パーカッション担当。d.v.d、トクマルシューゴ、栗コーダーポップスオーケストラのドラマー。2010年の「立式」から参加。
真部脩一 （2006年9月 - 2012年6月）
ベース、コーラス担当。
西浦謙助 （2006年9月 - 2012年6月）
ドラムス担当。

### これまで参加したミュージシャン
- 大友良英
- 渋谷慶一郎
- 鈴木慶一
- 大谷能生
- 近藤研二
- 千住宗臣
- 江藤直子
- 勝井祐二
- 小山田圭吾

## 略歴

### 2006年 - 2007年
9月、やくしまるえつこ、永井聖一、真部脩一、西浦謙助の四名が相対性理論を結成。2007年6月15日、自主制作音源『シフォン主義』を発売する。ライブ会場と通販のみであったにもかかわらず4000枚を販売する。

### 2008年
5月8日 『シフォン主義』のリマスター版が全国流通盤として発売。 タワーレコード全店ウィークリーJ-POPインディーズチャートで1位を獲得。 MySpaceとスペースシャワーTVの共同企画「Myx」で特集される。

### 2009年
1月7日、2ndアルバム『ハイファイ新書』がリリースされる。オリコン（アルバムウィークリーチャート）ではインディーズながら7位を記録。販促用チラシには巻上公一・古川日出男・岸野雄一・洞口依子・西島大介が賛辞を寄せている。5月12日 CDショップ店員が選ぶ「第1回CDショップ大賞」（全日本CDショップ店員組合主催）大賞に『シフォン主義』が選ばれる。「STUDIO VOICE」7月号（6月発売　編集長・松村正人）にて相対性理論特集が掲載される。初めて相対性理論が特集として大きく取り上げられた媒体となった。大林宣彦、鈴木慶一、菊地成孔、桜井順、平田俊子、西島大介、らが寄稿。特集ページにはやくしまるえつこの写真が掲載され、特典としてやくしまるえつこ「朗読CD」が付属。10月20日にはリットーミュージックより公式スコア「相対性理論／シフォン主義＋ハイファイ新書」も発売。

### 2010年
1月6日、相対性理論＋渋谷慶一郎によるトリプルシングル「アワーミュージック」発売。4月7日には3rdアルバム『シンクロニシティーン』がリリースされる。インディーズながら、オリコン（アルバムウィークリーチャート）では3位、オリコンデイリーチャートでは最高位2位を記録。4月には『サウンド&レコーディング・マガジン5月号』で相対性理論特集が掲載される。付録CD「シンクロニシティーン / リコンストラクチャーズ」が付属。「シンクロニシティーン / リコンストラクチャーズ」には鈴木慶一（ムーンライダーズ）、渡邊琢磨（COMBOPIANO、sighboat）、大谷能生（mas、sim）、渋谷慶一郎が参加。

### 2011年
4月27日、リミックスアルバム「正しい相対性理論」発売。新曲3曲に加え、マシュー・ハーバート、大友良英、クリスチャン・フェネス、菊地成孔、坂本龍一、Buffalo Daughter、Arto Lindsay、鈴木慶一、スチャダラパー、小山田圭吾らによるリミックスを収録。ミュージック・マガジン2011年4月号では表紙特集で相対性理論が特集された。

### 2012年
真部脩一と西浦謙助が不参加となり、新たにベースに吉田匡、ドラムに山口元輝が加入。2010年より不定期でライブに参加していたItokenも加入。7月1日「DUM-DUM PARTY2012 ～夏の黄金比～」の開催を記念して、THE VASELINESとのスプリット・シングル「Dum-Dum／QKMAC」を発売。

### 2013年
7月24日 4thアルバム『TOWN AGE』がリリースされる。オリコン（アルバムウィークリーチャート）では10位を記録。スペシャルページには湯浅学・樋口泰人・岸野雄一・松村正人・野村幸弘・國崎晋（サウンド＆レコーディング・マガジン編集長）・佐々木敦（批評家／HEADZ）・U-zhaan・Shing02・菅野よう子・砂原良徳・戸田誠司・中原昌也・小山田圭吾・中村弘二・Bose（スチャダラパー）らが賛辞を寄せている。8月には『サウンド&レコーディング・マガジン』9月号で相対性理論巻頭特集が掲載される。付録はメンバーが制作した『TOWN AGE』のダイジェスト版“未来のミックス・テープ”。10月25日よりライブ会場にて会場限定シングル『YOU & IDOL / キッズ・ノーリターン』を発売、『TOWN AGE』収録バージョンとは異なる「YOU & IDOL」と「キッズ・ノーリターン」のシングルバージョンが収録されている。

### 2014年
7月30日、4thアルバム『TOWN AGE』のアナログ盤『ν TOWN AGE』リリース。『TOWN AGE』に、会場限定シングル『YOU & IDOL / キッズ・ノーリターン』を加えた45回転3枚組LP。

### 2015年
3月19日、配信限定シングル『たまたまニュータウン（2DK session）』発売、『たまたまニュータウン』の1発録りによるスタジオセッションバージョンでMVも公開された。3月22日、相対性理論×ジェフ・ミルズ『スペクトル』発売、相対性理論とJeff Mills両者の新曲を収録したCDを金属製オブジェに組み込んだ限定作品で、この作品で初めて「ウルトラソーダ」が収録された。8月5日、配信シングルとして相対性理論『ウルトラソーダ』発売。

### 2016年
2016年4月27日 5thアルバム『天声ジングル』リリース。黒沢清・坂本龍一・ジェフ・ミルズ・百田夏菜子（ももいろクローバーZ）・九龍ジョー・土佐有明・樋口泰人・湯浅学・アーサー・ジェフズ（ペンギン・カフェ）らが賛辞を寄せている。収録曲「FLASHBACK」のミュージックビデオは映画監督の黒沢清が監督。「その音楽は何ものにも染まっていないがゆえに、聞く者すべてをその歌声で染め上げる。いま世界で起きている憎悪と復讐の連鎖を止められるのは、この歌声だけかもしれない、と本気で思った」という黒沢清の推薦文はアルバムのパッケージにも添えられている。『CDジャーナル』6月号には相対性理論の表紙特集が掲載、この中のやくしまるえつこインタビューは好評につき後日WEBでも掲載・公開されている。
7月22日にはバンド史上初となる日本武道館公演『八角形』を実施、チケット完売となる。第一回目の自主企画ライブ『実践I』からライブの制作を共にしているDUM-DUM LLPの野村幸宏曰く「彼女達のように独力の制作方法論でここまで辿り着いたアーティストはいないと思う。既存の大きなシステムやフォーマットを使うのではなく、彼女達は活動当初から全く変わらないDIYかつミニマムな体制で新たな仕組みを作りだしてきた。」とコメントを寄せている。12月には、ポップミュージシャンとしては初となるYCAM<山口情報芸術センター>での特別企画『天声ジングル － ∞面体』が開催された。

### 2017年
1月、相対性理論が「SPACE SHOWER MUSIC AWARDS」の「BEST ALTERNATIVE ARTIST」部門にノミネートされる。2017年に100周年を迎えた井の頭恩賜公園（東京・吉祥寺）で100周年記念放送、やくしまるえつこによる公園放送を実施。毎日10時・12時・16時の公園定時放送がやくしまるえつこの声になり、やくしまるのアナウンスと共に記念楽曲として、吉祥寺や井の頭公園と縁の深い楽曲である相対性理論『弁天様はスピリチュア』（『天声ジングル収録』）が放送された。また、同曲は井の頭恩賜公園を舞台にした映画『PARKS』（瀬田なつき監督）のエンディングテーマにもなっている。

### 2018年
1月13日、TOHOシネマズ 六本木ヒルズにて「やくしまるえつこ・相対性理論　映像作品選 <戌戌戌年 六本木版>」が開催。山口情報芸術センター<YCAM>や金沢21世紀美術館で上映され好評を博した「やくしまるえつこ・相対性理論　映像作品選」の2018年バージョン。10月2日は事前告知一切なしで新曲『NEO-FUTURE』をゲリラ発表、ダウンロード&サブスクリプション配信とともに「渋谷道玄坂ハッピーボード」にて巨大グラフィックインスタレーションが展示された。

### 2019年
7月24日 相対性理論として初となるライブアルバム『調べる相対性理論』リリース。4月30日のライブ「変数II」終演直後に発表され、発売告知フライヤーには「STUDIO VOICE」元編集長であり2009年7月の相対性理論特集号を手がけるなど、初期から相対性理論の活動を追い続けている松村正人（編集者・批評家）による「彼らの演奏はいまひとつの高みに達しようとしている。たがいに支え合いつつも、個々のミュージシャンシップを遺憾なく発揮するこのごろの相対性理論のライヴほど足を運ぶ価値があるものはそうはないと私はもうしあげたい。あくまでバンド形態でありながら個々のメンバーの音楽性を活かすとともに最大公約数的なポップを担保する。ただしその中心にいるやくしまるえつこは素数のように剰余がない。いや剰余がないどころか剰余そのものなのにそれ自体でしかわりきれない――などと、胡乱な喩えをふりまわしたくなるほど、現在の相対性理論の演奏の場には特異なものがある。」というテキストが掲載された。その他にも、古川日出男や鈴木慶一（ムーンライダーズ）らが賛辞を寄せている。

## ライブ

### 自主企画
相対性理論によって主催される自主企画シリーズ「実践」・「解析」・「立式」・「位相」・「幾何」・「回折」・「証明」は、各シリーズ3回公演で完結。

公演タイトルは「相対性理論 presents ○○」の形式を取り、日本武道館公演も例外ではなく「相対性理論 presents 『八角形』」である。
『実践I』
2008年6月13日 出演 : イルリメ/ ヒゲの未亡人（岸野雄一） / 相対性理論　＠渋谷O-nest
『実践II』
2008年10月8日 出演 : ナスノミツル＋灰野敬二＋石橋英子 / optrum / 相対性理論　＠渋谷O-nest
『実践III』
2009年3月5日 出演 : 栗コーダーカルテット / DJまほうつかい/ 相対性理論　＠代官山UNIT
『解析I』
2009年6月14日 出演 : 渋谷慶一郎（ATAK） / sim / 相対性理論　＠LIQUIDROOM
『解析II』
2010年5月4日 出演 : 鈴木慶一 / 相対性理論　＠赤坂BLITZ
『立式I』
2010年6月20日 出演 : 相対性理論　＠Billboard Live TOKYO
『立式II』
2010年11月22日 出演 : 相対性理論　＠京都会館第一ホール
『立式III』
2011年5月21日 出演 : 相対性理論　＠中野サンプラザ
『解析III』
2011年6月5日 出演 : アート・リンゼイ / 相対性理論　ゲスト小山田圭吾　＠新木場 STUDIO COAST
『位相I』
2012年6月9日 出演 : 相対性理論　＠Zepp Tokyo
『位相II』
2012年11月5日 出演 : サーストン・ムーア（ソニック・ユース） / 相対性理論　＠Zepp Tokyo
『位相III』
2012年12月29日 出演 : 相対性理論　Zepp Fukuoka
『幾何I』
2013年10月25日 出演 : 相対性理論　＠Zepp Tokyo
『幾何II』
2013年12月20日 出演 : 相対性理論　＠大阪Zepp Namba
『幾何III』
2014年4月5日 出演 : 相対性理論　＠Zepp Sapporo
『幾何』特殊公演「射影幾何」
2014年5月22日 出演 : 相対性理論　＠渋谷AX
『回折I』
2014年9月5日　出演 : 相対性理論　＠東京ドームシティホール
『回折II』
2015年1月24日　出演 : 相対性理論　＠Zepp Nagoya
『回折III』
2015年3月22日　出演 : 相対性理論 × ジェフ・ミルズ　＠東京ドームシティホール
『八角形』
2016年7月22日　出演 : 相対性理論　＠日本武道館
『証明I』
2016年11月29日　出演 : 相対性理論 × オマール・スレイマン　＠新木場Studio Coast
『証明II』
2017年5月6日　出演 : 相対性理論　＠大阪・Zepp Osaka Bayside
『証明III』
2017年6月17日　出演 : 相対性理論　＠中野サンプラザ
『変数分離』
2018年6月24日　出演 : 相対性理論　@京都岡崎音楽祭 OKAZAKI LOOPS
『変数I』
2018年9月2日　出演 : 相対性理論　@EX THEATER ROPPONGI
『変数II』
2019年4月30日　出演 : 相対性理論　スペシャルゲスト : 砂原良徳　@恵比寿 ザ・ガーデンホール
『変数III』
2019年12月22日　出演 : 相対性理論　@Zepp Fukuoka

### 競演、イベント
2008年
- 5月4日 - NONA REEVESと渋谷クアトロで競演[33]
- 6月21日 - あぶらだこ、安穂野香と競演[34]
- 9月7日 - 「BAKUTO OSAKA」に出演[35]
- 9月24日 - ヒカシューと競演[36]
- 10月8日 - ナスノミツル、灰野敬二、石橋英子、optrumと競演
- 10月19日 - 「nest festival'08」に出演[37]
- 11月1日 - group_inouと競演[38]

2009年
- 1月11日 - OUTONEDISC PRESENTS「FUCK AND THE TOWN」に出演。WATTS TOWERS、ウリチパン郡らと競演
- 3月18日 - ムーンライダーズと競演[39]
- 3月16日 - 映画「デメキング」公開記念ライブ＆トークイベントに出演。オシリペンペンズ、赤い疑惑と競演[40]
- 4月8日 - 冨永昌敬監督映画「シャーリーの好色人生と転落人生」イベントに出演。埋火、COMBO PIANO、七尾旅人、外山明らと競演[41]
- 8月9日 - 「WORLD HAPPINESS 2009」に出演[42]
- 9月4日 - 「大友良英＋相対性理論」開催[43]
- 9月11日 - 宇川直宏のUKAWANIMATION! PRESENTS EBIS RESIDENTS、□□□と競演[44]
- 9月19日 - 「TAICO CLUB KAWASAKI」に出演。真部脩一 (B) が急病のため欠場、渋谷慶一郎がキーボードで参加[45]

2010年
- 1月10日 - Max Tundraのジャパンツアーに競演
- 7月16日 - 「LIQUIDROOM 6th ANNIVERSARY「Private Lesson」」でスチャダラパーと競演。アンコールで今夜はブギー・バックを披露
- 8月14日 - 「RISING SUN ROCK FESTIVAL 2010 in EZO」に出演

2011年
- 7月3日 - スチャダラパー主催「オール電化フェア」に出演

2012年
- 7月1日 - 「DUM-DUM PARTY'2012 ～夏の黄金比～ Curated by OFFICE GLASGOW&DUM-DUM LLP」に出演。THE VASELINESと競演。小山田圭吾が相対性理論にゲスト参加[46]
- 10月8日 - ペンギン・カフェ特別公演に出演。ペンギン・カフェと競演[47]
- 11月12日 - 「月世界旅行×相対性理論」出演。ジョルジュ・メリエスの映画『月世界旅行』の上映に合わせて相対性理論がリアルタイムで音を奏でるイベント

2013年
- 7月28日 - 「FUJI ROCK FESTIVAL '13 」に出演
- 9月30日 - 「my bloody valentine - World Premium Live”NEW TRACKS” with 相対性理論」に出演。マイ・ブラッディ・ヴァレンタインと競演

2015年
- 2月5日 - 「フアナ・モリーナ × 相対性理論」リキッドルームにて、アルゼンチンのフアナ・モリーナと競演[48]

2016年
- 12月17日 - 相対性理論 × やくしまるえつこ × YCAM 特別企画 『天声ジングル － ∞面体』にてライブパフォーマンス。@山口情報芸術センター[YCAM] スタジオA。

2017年
- 5月27日 - こだまの森『TAICOCLUB’17』に出演
- 8月20日 - 日比谷野外音楽堂『exPoP!!!!! vol.100』に出演
- 10月7日 - 東京都 すみだトリフォニーホール 大ホール『Penguin Cafe来日公演 2017』にスペシャルゲストとして参加

2018年
- 1月13日 - TOHOシネマズ六本木ヒルズ「やくしまるえつこ・相対性理論　映像作品選 <戌戌戌年 六本木版>」上映
- 5月12日 - 『CIRCLE ’18』に出演。＠ 福岡・海の中道海浜公園 野外劇場
- 10月9日 - RED BULL MUSIC FESTIVAL「わたしは人類」インスタレーション＋特別集会「国立科学博物館の相対性理論」@国立科学博物館（上野）。「わたしは人類」を相対性理論が演奏する100名限定ライヴパフォーマンス。

2019年
- 7月21日 - 「調べる相対性理論」発売直前全曲実演イベント『野音を調べる相対性理論』@日比谷野音

## 作品

### アルバム
|       | 発売日                                                                          | タイトル             | 規格品番                                                                                                  | 備考                                                               |
| ----- | ------------------------------------------------------------------------------- | -------------------- | --- | ------------------------------------------------------------------ |
| 1st   | 2007年6月15日（自主制作盤CD-R） 2008年5月8日（全国流通） 2011年11月30日（再発） | シフォン主義         | XQEH-1002:全国流通 XNMR-11111:再発                                                                        | オリコン最高42位、登場回数78回                                     |
| 2nd   | 2009年1月7日                                                                    | ハイファイ新書       | MRIR-1233                                                                                                 | オリコン最高7位、登場回数57回                                      |
| 3rd   | 2010年4月7日                                                                    | シンクロニシティーン | XNMR-12345                                                                                                | オリコン最高3位、登場回数19回                                      |
| remix | 2011年4月27日 2011年5月21日（アナログ盤）                                       | 正しい相対性理論     | RZCM-46842                                                                                                | オリコン最高8位、登場回数6回                                       |
| 4th   | 2013年7月24日 2014年7月30日（アナログ盤）                                       | TOWN AGE ν TOWN AGE  | XNMR-68114 XNMR-99991:アナログ盤                                                                          | オリコン最高10位、登場回数10回 オリコン最高216位（アナログ盤）     |
| 5th   | 2016年4月27日                                                                   | 天声ジングル         | XNMR-66600:CD XNMR-66601:アナログレコード XNMR-66602:カセットテープ XNMR-66603:Blu-ray                    | オリコン最高13位、登場回数13回                                     |
| live  | 2019年7月24日                                                                   | 調べる相対性理論     | QARMR-16190:CD QARMR-16191:アナログレコード QARMR-16193:CD＋Tシャツ QARMR-16194:アナログレコード＋Tシャツ | 日本武道館公演『八角形』以降のライブを収録した初のライブアルバム。 |

### シングル
|     | 発売日        | タイトル                            | 規格品番   | 備考                                                 |
| --- | ------------- | ----------------------------------- | ---------- | ---------------------------------------------------- |
| 1st | 2010年1月6日  | アワーミュージック                  | RZCM-46435 | 相対性理論＋渋谷慶一郎 オリコン最高35位、登場回数8回 |
| 2nd | 2010年9月29日 | 乱暴と待機                          | ZMCJ-5654  | 相対性理論と大谷能生 オリコン最高24位、登場回数5回   |
| 3rd | 2015年3月19日 | たまたまニュータウン（2DK session） |            | 配信限定                                             |
| 4th | 2015年8月5日  | ウルトラソーダ                      |            | 配信限定                                             |
| 5th | 2018年10月2日 | NEO-FUTURE                          |            | 配信限定                                             |

### スプリット・シングル
- Dum-Dum／QKMAC （2012年7月1日「DUM-DUM PARTY2012 ～夏の黄金比～」記念スペシャルグッズ）
  - The Vaselines／相対性理論

### ライブ会場限定シングル
- YOU & IDOL / キッズ・ノーリターン （2013年10月25日発売）
  - 相対性理論
    - 「TOWN AGE」収録バージョンとは異なるシングルバージョンが収録されている。
- スペクトル （2015年3月22日発売）
  - 相対性理論「ウルトラソーダ」
  - Jeff Mills「Say Tomorrow Mix」- やくしまるから伝えられたコンセプトを基に「ウルトラソーダ」の音素材等を用いて制作
    - 限定“金属”作品（CDを金属製オブジェに組み込んだ特殊仕様）。

### その他
- 公式スコア・ブック『相対性理論／シフォン主義＋ハイファイ新書』 （2009年10月20日 リットーミュージック ISBN 9784845617463）
- 公式スコア・ブック『相対性理論／シンクロニシティーン』 （2010年11月30日 リットーミュージック ISBN 9784845618880 ）

### 参加作品
| 発売日        | タイトル                             | 規格品番      | 収録曲            |
| ------------- | ------------------------------------ | ------------- | ----------------- |
| 2010年6月16日 | DJやついいちろう「ATARASHII YATSU!」 | VICL-63635    | 27.LOVEずっきゅん |
| 2015年1月17日 | 坂本龍一「Year Book 2005-2014」      | RZCM-59752～3 | 17.QMSMAS（2015） |

## タイアップ
| タイトル               | タイアップ先                                              |
| ---------------------- | --------------------------------------------------------- |
| 弁天様はスピリチュア   | 映画『PARKS パークス』エンディングテーマ                  |
| マイハートハードピンチ | フジテレビ系『突然ですが占ってもいいですか?』テーマソング |